# Grk Zorba
Grk Zorba (originalan naziv: Alexis Zorbas) je američko-britansko-grčki film iz 1964. kojeg je režirao Michael Cacoyannis. 

## Radnja
Englez Basil (Alan Bates) dolazi na Kretu da bi preuzeo nasljeđe. Upoznaje Zorbu (Anthony Quinn), koji mu pokazuje umjetnost uživanja života. Kasnije Basil upoznaje lijepu udovicu (Irena Papas).

## Uloge
- Anthony Quinn - Alexis Zorba
- Alan Bates - Basil
- Irena Papas - udovica
- Lila Kedrova - gospođa Hortense
- Sotiris Moustakas - Mimithos
- Anna Kyriakou - Soul
- Eleni Anousaki - Lola
- Yorgo Voyagis - Pavlo

## O filmu
- Film je nominiran za sedam Oscara, a dobio je tri: za najbolju sporednu glumicu (Lila Kedrova), najbolju fotografiju i najbolju scenografiju.
- Film se temelji na romanu Igraj za mene, Zorba, Nikosa Kazantzakisa.
- Mikis Theodorakis je napravio glazbu za film. Pjesma "Zorba" doživljava svjetski uspjeh.
- Istoimeni mjuzikl Zorba naBroadwayu, igrao je u periodu od 1968. do 1983.

## Vanjske poveznice
- IMDb - Grk Zorba